# Wiechi
Drogowskazy : zbiór rozpraw o inteligencji rosyjskiej (ros. Вехи. Сборник статей о русской интеллигенции, Wiechi. Zbornik statiej o russkoj intielligiencii) – zbiór artykułów filozofów rosyjskich,  krytykujący rewolucyjne tradycje inteligencji w Imperium Rosyjskim. Autorami artykułów byli Nikołaj Bierdiajew, Siergiej Bułgakow, Michaił Gerszenzon, Izgojew, Bogdan Kistiakowski, Piotr Struwe i Siemion Frank. Almanach Wiechi niejednokrotnie  zestawiano z późniejszym o osiemnaście lat głośnym esejem Juliena Bendy Zdrada klerków ze względu na szczególną „sytuacyjność” tych dwóch wydarzeń intelektualnych, ich wymiar krytyki politycznej i środowiskowej. Prasa mieszczańska dostrzegła w Wiechach znamię czasu — zwrot kadetów (Partii Konstytucyjno-Demokratycznej) na prawo, ich przesunięcie się w kierunku konserwatywnym, a nawet ku zwolenników carskiego samowładztwa.
Wiechi nawiązują do innego zbioru artykułów filozoficzno-społecznych, zatytułowanego Problemy idealizmu (1902). Twórcy Drogowskazów, których nazwano Wiechowcami, poddali krytyce materializm i ateizm Wissariona Bielinskiego, Nikołaja Czernyszewskiego, Gieorgija Plechanowa oraz ideologię marksizmu . Wiechi znalazy kontynuację w wydanym w 1918 roku zbiorze De profundis. Zdaniem Leszka Augustyna pendant do Wiechów może stanowić szkic Gieorgija Fiedotowa Tragedia inteligencji (1926).

## Przekład na język polski
- Drogowskazy : zbiór rozpraw o inteligencji rosyjskiej. przekł. z ros. Pajcaw [pseud.]. Warszawa: Przedświt, 1986, seria: Biblioteka Krytyczna. Brak numerów stron w książce